# Pachyanas chathamica
El pato de la isla  Chatham (Pachyanas chathamica) es una especie extinta de ave anseriforme de la familia Anatidae, única del género Pachyanas y endémica de las islas Chatham, en Nueva Zelanda. Fue descrita por Walter Oliver a partir de restos óseos pertenecientes a la  colección del Museo de Canterbury (Christchurch, Nueva Zelanda) en 1955 en la segunda edición de su obra New Zealand Birds.
Recientemente, el análisis de ADN mitocondrial extraído de restos subfósiles ha demostrado que el pato de Chatham no está estrechamente relacionado con el género Tadorna como se creía inicialmente pero sí con el género Anas siendo posiblemente sus parientes vivos más cercanos la cerceta maorí (Anas aucklandica), la cerceta de Campbell (Anas nesiotis) y la cerceta parda (Anas chlorotis) de Nueva Zelanda. Algunos autores han sugerido que el pato de Chatham fue volador, Sin embargo, la comparación de los huesos de esta especie con la de especies vivas indican que no hay reducción desproporcionada de la longitud del ala. El pato de Chatham probablemente se extinguió en el siglo XVI debido a la caza por los humanos.